# ميرا جولييت فاريل
ميرا جولييت فاريل (بالإنجليزية: Myra Juliet Farrell)‏ المعروفة أيضًا باسم ميرا جولييت ويلش وميرا جولييت تايلور (25 فبراير 1878 – 8 مارس 1957) كانت مخترعة وفنانة أسترالية مبدعة. وُلدت في مقاطعة كلير في جمهورية أيرلندا، وهاجرت إلى أستراليا خلال طفولتها لتمضي فترة منها في بروكن هيل، ثم سافرت عدة مرات واستقرت في سيدني. حملت أكثر من عشرين براءة اختراع بدءًا من الحواجز العسكرية وصولًا إلى أزرار الملابس المضغوطة التي لا تحتاج إلى خياط قطب.

## لمحة عن حياتها
وُلدت ميرا فاريل في أيرلندا بتاريخ الخامس والعشرين من فبراير عام 1878 وسُجلت باسم ماريا جوليا، وهي الثالثة من بين ستة إخوة لماركوس فردريك ويلش وهارييت كورتس (المولودة باسم دوف) من منزل سكراف في مقاطعة كلير. كانت عائلة فاريل بروتستانتية، منحدرة من الكاهن جورج ستادرت الذي كان قسًا ملحقًا بقصر وليام الثالث ملك إنجلترا. عمل الكثير من أفراد عائلتها في المجال الديني أو العسكري. كانوا من ملاك الأراضي الكبار في مقاطعة كلير، وعمل العديد منهم كقضاة مدنيين مؤقتين في دائرة كلير القضائية. سافر والد فاريل إلى نيوزيلندا حيث شارك في الحروب النيوزيلندية وتزوج من هارييت كورتس دوف التي عمل والدها مهندسًا. بعد ذلك عاد ماركوس ويلش إلى أيرلندا مع زوجته للإقامة في منزله في كيلروش. أدى تدمير منزل سكراف نتيجة الحرق المتعمد إلى فرار العائلة إلى أقاربهم من عائلة ستادرت الذين أمنوا لهم مأوى لعدة سنوات في قلعة بونراتي المهدمة.
في ثمانينيات القرن التاسع عشر، هاجرت العائلة إلى أستراليا حيث ولدت هارييت ويلش والدة فاريل، وحيث كان أحد إخوة ماركوس ويلش يعيش. رست السفينة بالعائلة في أديلايد ليسافروا شمالًا باتجاه بروكن هيل. كانت الفضة قد اكتُشفت حديثًا في أومبرومبيركا إلى الغرب. أسس ماركوس وهارييت مدرسة في بلدة سيلفرتون حديثة العهد وعملت الكاتبة ماري جيلمور كمساعدة لهما لبعض الوقت. انتقلا بعد ذلك إلى بركن هيل وأسسا مدرسة القديس بيتر، وهي التي تلقت ميرا تعليمها فيها. حصلت هارييت ويلش على تقدير خاص كمدرسة موسيقى. بقي إخوة فاريل الذكور في بروكن هيل، أما أختاها فقد تزوجتا وانتقلتا إلى سيدني وبيرث.

## الاختراعات

### طريقة العمل
خطرت أولى أفكار الاختراعات العملية لفاريل خلال طفولتها إذ أتت بفكرة دبوس الأمان المقفول ذاتيًا عندما كانت في العاشرة من عمرها. لاحقًا في حياتها وصفت طريقة عملها التي استعملتها طوال حياتها في مقابلة صحفية. كانت فاريل تدرك الحاجة إلى منتج ما، ثم تفكر في الموضوع وتنام. تدعي فاريل أنها كانت ترى في أحلامها حلًا للمشكلة التي فكرت بها وبشكل مفصّل يشمل حتى تفاصيل تركيب هذا الحل.
كانت تنهض من السرير لتدوين تفاصيل البناء أو تركيبة الدواء. كانت تدون على أي قطعة ورق تجدها في متناول يدها، حتى أنها كانت أحيانًا تكتب على الملاءة أو الجدار، وكانت كتابتها خلال نومها دومًا من اليمين إلى اليسار بدلًا من الكتابة التقليدية من اليسار إلى اليمين. في الصباح، كانت تنسخ ما كتبته خلال الليل باستخدام المرآة. إضافة إلى ذلك كانت ترسم كل المخططات المفصلة وتصنع نماذج لإرسالها بهدف الحصول على براءة اختراع.

### أجهزة عملية
كانت براءة الاختراع الأولى لفاريل آلة خياطة تحمل إمكانية نقل نمط خياطة تنورة من دفتر تصاميم مباشرة إلى قطعة القماش. تضمنت اختراعاتها عددًا من الأدوات المنزلية العملية مثل حبل غسيل قابل للطي للاستخدام في الشقق السكنية.
أما أجهزة المساعدة الجسدية التي صنعتها فقد تضمنت كورسيه عديم العظام لمساعدة المصابين بالجنف (انحراف العمود الفقري جانبيًا) وجهاز تقويم لمرضى الفتوق وجهازًا مخصصًا لشد الوجه باستخدام وسائل ميكانيكية. طورت فاريل أيضًا حمالة للأطفال، والتي لم يكن استخدامها شائعًا في البلدان الغربية خلال تلك الفترة. تبعًا للكاتب روث بارك، دفع هذا الابتكار الأمريكيين إلى التعليق على الأستراليين بأنهم تعلموا من حيوانات الكنغر وضع أطفالهم في جيوبهم.
تضمنت ابتكارات فاريل في المجال الزراعي جهازًا أوتوماتيكيًا لقطف الفاكهة وتوضيبها، بالإضافة إلى جهاز لمعاينة القمح ووزنه. اخترعت فاريل أيضًا الزر المضغوط القابل للتثبيت على قطعة القماش دون الحاجة إلى خياطته وغطاء عربات الأطفال القابل للطي. بحلول عام 1915، كانت فاريل تملك 24 براءة اختراع.

### الأدوية
عندما كانت تعيش في بروكن هيل، عانت فاريل من مشاكل تنفسية حادة. حلمت بتركيبة دواء استنشاقي تملك مكوناته المختلفة خصائص حالة للمخاط ومخففة للالتهاب ومحرضة للشفاء. صنعت أقراصًا دوائية باستخدام هذه الوصفة، كانت هذه الأقراص معدة للحرق واستنشاق أبخرتها. التقت فاريل لاحقًا بوليام تايلور، وهو شاب من بيرثشاير من اسكتلندا أتى إلى أستراليا يشكو من السل.
عالجت فاريل تايلور باستخدام دوائها الإنشاقي وشعر بتحسن كبير. تزوج الاثنان عام 1906 وعاشا سوية لست سنوات أخرى. لاحقًا دُعي هذا المنتج باسم «ميمبروسس». لاقت فاريل أيضًا نجاحًا كبيرًا من خلال مرهم جلدي معروف باسم «مرهم ميرا»، والذي استخدمته بنجاح في علاج عدد من النساء اللواتي تواصلن معها بحثًا عن علاج لمرض فطري جلدي نادر.

### المساعدات العسكرية
خلال الحرب العالمية الأولى، عملت فاريل على اختراع متراس قادر على صد الذخائر النارية وتخفيف صدمة القذائف المدفعية. أخذت وزارة الدفاع الأسترالية خطط فاريل بعين الاعتبار وعملت على دراستها، لكن لم تصدر أخبار مؤكدة تفيد بتطويرها واستخدامها على أرض الواقع.
في الفترة ذاتها، طورت ضوءًا قادرًا على الوصول إلى مسافات بعيدة. في البداية رأت فائدة استخدامه في المجالات التسويقية، لكن الجيش أيضًا أخذ مخططات فاريل ونموذجها الأولي. تقول الأسطورة العائلية غير المؤكدة إن الضوء اختُبر من الرأس الشمالي لميناء سيدني، مسببًا الارتباك لطاقم مركب بحري في البحر أخطأ في قراءة الإشارة الضوئية معتبرًا إياها صادرة من منارة الرأس الجنوبي للميناء.